# Флогопит
Флогопи́т, или флогони́т (от греч. φλογερός — огнеподобный, вспыхивающий на солнце) — минерал подкласса слоистых силикатов, магнезиальная маложелезистая слюда изоморфного ряда биотит — флогопит. Происхождение флогопита магматическое, метаморфическое, метасоматическое. Флогопит встречается в ультрабазитах, кимберлитах и карбонатитах, в магнезиальных скарнах и кальцифирах.

## Описание
Флогопит кристаллизуется в моноклинной сингонии, образуя пластинчатые, таблитчатые или призматические кристаллы псевдогексагонального облика, часто бочонкообразные (со штриховкой на гранях призмы), размеры которых в единичных случаях достигают двух и более метров. Обычно образует листовато-пластинчатые и чешуйчатые агрегаты.
Цвет красновато-, желтовато-, зеленовато-коричневый, зелёный, оранжевый («вспыхивающий на солнечных лучах», с чем и связано старое греческое название), оранжево-жёлтый или желтый до бесцветного. У флогопитов цвет обычно выглядит значительно более бледным, чем у биотитов; оранжевый цвет, по-видимому, связан по большей части с примесью соединений титана, прежде всего, в форме ТiO2, может быть Ti2O3. Иногда может быть почти бесцветным.:195 Морфологически флогопиты прежде прочих свойств отличаются от биотита (а также лепидомелана) по низкому преломлению и менее густой окраске.:195
Твёрдость (Шкала Мооса) — 2-3. Плотность 2,78—2,85 г/см3. Спайность весьма совершенная в одном направлении. В отличие от других слюд, в флогопите внутри слоистых пакетов между двумя алюмо-кремнекислородными слоями во всех местах шестерной координации располагаются ионы магния. Облик кристаллов таблитчатый (псевдогексагональный), короткопризматический, иногда усеченно-пирамидальный. Кристаллы часто грубо образованы с явно выраженной параллельной штриховкой на боковых гранях. По формам кристаллы флогопита неотличимы от кристаллов биотита.:588
Обладает диэлектрическими свойствами.

## Месторождения
В России находится крупнейшая в мире Алданская флогопитоносная провинция (Эмельджакское, Тимптонское, Куранахское и др. месторождения), а также месторождения на Кольском полуострове (Ковдорское и др.), в Иркутская обл. (Слюдянка) и др.; за рубежом — на Мадагаскаре, в Канаде, Шри-Ланке, Индии, КНДР.
Самый крупный официально зарегистрированный кристалл флогопита был найден в шахте Лейси, провинция Онтарио, Канада. Размеры кристалла составили 10 × 4,3× 4,3 м, а вес около 330 тонн. Подобный кристалл был также найден в Карелии.